# Maurício Barbosa Teixeira
Maurício Barbosa Teixeira, meglio noto come Maurício (Rio de Janeiro, 8 dicembre 1994), è un calciatore brasiliano, difensore dell'Olympiakos Nicosia.

## Carriera
Il 30 dicembre 2021 viene acquistato dalla squadra vietnamita dell'HAGL.

## Statistiche

### Presenze e reti nei club
Statistiche aggiornate al 24 aprile 2022.
| Stagione        | Squadra         | Campionato      | Campionato | Campionato | Coppe nazionali | Coppe nazionali | Coppe nazionali | Coppe continentali | Coppe continentali | Coppe continentali | Altre coppe | Altre coppe | Altre coppe | Totale | Totale |
| Stagione        | Squadra         | Comp            | Pres       | Reti       | Comp            | Pres            | Reti            | Comp               | Pres               | Reti               | Comp        | Pres        | Reti        | Pres   | Reti   |
| --------------- | --------------- | --------------- | ---------- | ---------- | --------------- | --------------- | --------------- | ------------------ | ------------------ | ------------------ | ----------- | ----------- | ----------- | ------ | ------ |
| 2012            | América-PE      | A1/PE           | 3          | 0          |                 | -               | -               |                    | -                  | -                  |             | -           | -           | 3      | 0      |
| 2014            | América-PE      | A1/PE           | 22         | 0          |                 | -               | -               |                    | -                  | -                  |             | -           | -           | 22     | 0      |
| 2015            | Icasa           | C               | 8          | 0          |                 | -               | -               |                    | -                  | -                  |             | -           | -           | 8      | 0      |
| 2016            | Salgueiro       | A1/PE+C         | 4+2        | 0          |                 | -               | -               |                    | -                  | -                  |             | -           | -           | 6      | 0      |
| 2017            | Salgueiro       | A1/PE+C         | 2+2        | 0          |                 | -               | -               |                    | -                  | -                  |             | -           | -           | 4      | 0      |
| 2018            | Salgueiro       | A1/PE+C         | 13+17      | 3+0        | CB              | 2               | 0               |                    | -                  | -                  |             | -           | -           | 32     | 3      |
| 2019            | ABC             | PD/RN+C         | 13+8       | 2+0        | CB              | 4               | 1               |                    | -                  | -                  |             | -           | -           | 25     | 3      |
| 2020            | Cianorte        | A1/PR           | 10         | 2          |                 | -               | -               |                    | -                  | -                  |             | -           | -           | 10     | 2      |
| 2020            | Criciúma        | PD/SC+C         | 3+9        | 0+1        |                 | -               | -               |                    | -                  | -                  |             | -           | -           | 12     | 1      |
| 2021            | Oeste           | B               | 11         | 1          |                 | -               | -               |                    | -                  | -                  |             | -           | -           | 11     | 1      |
| 2021            | Madureira       | A/RJ            | 12         | 1          | CB              | 1               | 0               |                    | -                  | -                  |             | -           | -           | 13     | 1      |
| 2021            | América-PE      | A2/PE           | 1          | 0          |                 | -               | -               |                    | -                  | -                  |             | -           | -           | 1      | 0      |
| 2022            | HAGL            | V1              | 4          | 0          | CV              | ?               | ?               | ACL                | 3                  | 0                  |             | -           | -           | 7      | 0      |
| Totale carriera | Totale carriera | Totale carriera | 144        | 10         |                 | 7               | 1               |                    | 3                  | 0                  |             | -           | -           | 154    | 11     |